# Julius Richard Petri
Julius Richard Petri (Barmen, 31 maggio 1852 – Zeitz, 20 dicembre 1921) è stato un microbiologo tedesco.
Assistente di Robert Koch, è generalmente ricordato per l'invenzione della piastra di Petri.

## Biografia
Petri studiò medicina alla Società Kaiser Wilhelm tra il 1871 e il 1875, laureandosi nel 1876. Continuò i suoi studi all'Ospedale universitario della Charité di Berlino e fu in servizio attivo come medico militare fino al 1882, diventando quindi un riservista. Dal 1877 al 1879 fu assegnato al Kaiserliches Gesundheitsamt ("Ufficio Imperiale della Sanità") di Berlino. dove divenne assistente di Robert Koch. Su consiglio di Angelina Hesse, la moglie statunitense di un altro assistente, Walther Hesse, il laboratorio di Koch iniziò a coltivare batteri su piastrine di agar. Petri inventò quindi la piastra di coltura standard, che dal suo nome è chiamata piastra di Petri, e sviluppò ulteriormente le tecniche di coltura dell'agar per purificare o clonare colonie batteriche di qualsiasi tipo o specie, derivate da singole cellule. Per giungere a questi risultati Petri si fece aiutare dall'amico, nonché collega, Vincent Jerry. Questo progresso rese possibile identificare rigorosamente i batteri responsabili di malattie.